# Pierre Paulin
Pierre Paulin (9 de julio de 1927 - 13 de junio de 2009) fue un diseñador de interiores y de mobiliario francés, conocido por su trabajo innovador con la empresa neerlandesa de diseño Artifort en la década de 1960 y por el diseño de interiores en la década de 1970. Los diseños de sus sillas se consideraron muy modernos y únicos, e impulsaron su éxito entre la población más joven.

## Semblanza

### Primeros años
Nació en París en 1927, hijo de un padre francés y de una madre suiza de habla alemana. También era sobrino de Georges Paulin (héroe de la Resistencia francesa ejecutado por los nazis en 1941), quien diseñó vehículos e inventó el primer techo rígido retráctil mecánico. Pierre no superó el bachillerato y pasó a formarse como ceramista en Vallaurius y luego como tallador de piedra en Borgoña. Una pelea durante unas prácticas, en la que se lesionó el brazo derecho, puso fin a sus sueños como escultor. Más adelante asistió a la Ecole Camondo en París, y a través de la empresa Gascoin se interesaría por el diseño escandinavo y japonés, lo que influiría en sus trabajos más adelante.

### Carrera inicial
Paulin realizó su primera exposición en el Salon des arts ménagers en 1953. Posteriormente, aparecería en la portada de la revista La Maison Française. Un año más tarde sería contratado por la empresa Thonet y comenzó a experimentar estirando el tejido de trajes de baño sobre sillas de fabricación tradicional. Aproximadamente cuatro años después, se uniría a los fabricantes holandeses Artifort, con sede en Maastricht. Trabajando en Artifort se haría famoso en todo el mundo con su silla Mushroom (1960). De su etapa de trabajo para Artifort, Paulin  comentó que "Representaba la primera expresión plena de mis habilidades. Consideraba que la fabricación de sillas era bastante primitiva y estaba tratando de pensar en nuevos procesos", dijo en 2008. En consecuencia, experimentó con espumas y con gomas importadas de Italia alrededor de un marco metálico ligero, y más adelante usaría un nuevo material elástico. Sus creaciones se centraron en el diseño aplicado en lugar de recrearse en las formas, con la comodidad como punto de partida de su silla. La combinación de estos materiales hizo que los diseños de sillas de Paulin fueran redondeados y con formas confortables, que todavía se utilizan en las sillas en la actualidad.

### Carrera posterior
Durante las décadas de 1970 y 1980 fue invitado a decorar y amueblar varios lugares relevantes para personas importantes. En 1971, redecoró las salas de estar, comedor, fumadores y exposiciones de los apartamentos privados del Elíseo para el presidente de la República Francesa Georges Pompidou, y en 1983 amuebló la oficina de otro presidente galo, François Mitterrand. En 1979 lanzó su propia consultoría y trabajó para Calor, Ericsson, Renault, Saviem, Tefal, Thomson y Airbus.
En 1994 se retiraría a las Cévennes en el sur de Francia, pero seguiría diseñando muebles. Murió el 13 de junio de 2009 en un hospital de Montpellier, Francia.

## Diseño de mobiliario

### Sillas
Pierre Paulin era conocido sobre todo como diseñador de sillas. Trabajó utilizando espumas y armazones metálicos cubiertos con materiales elásticos, siendo admirado por "sus líneas claras, la sensación sensual de sus materiales o simplemente por la manera en que sus formas acunaban el cuerpo". Sus diseños fueron muy populares en su momento y han influido en diferentes diseñadores como Olivier Mourgue, cuyas sillas Djinn aparecieron en la película clásica de Stanley Kubrick 2001, Odisea del Espacio.

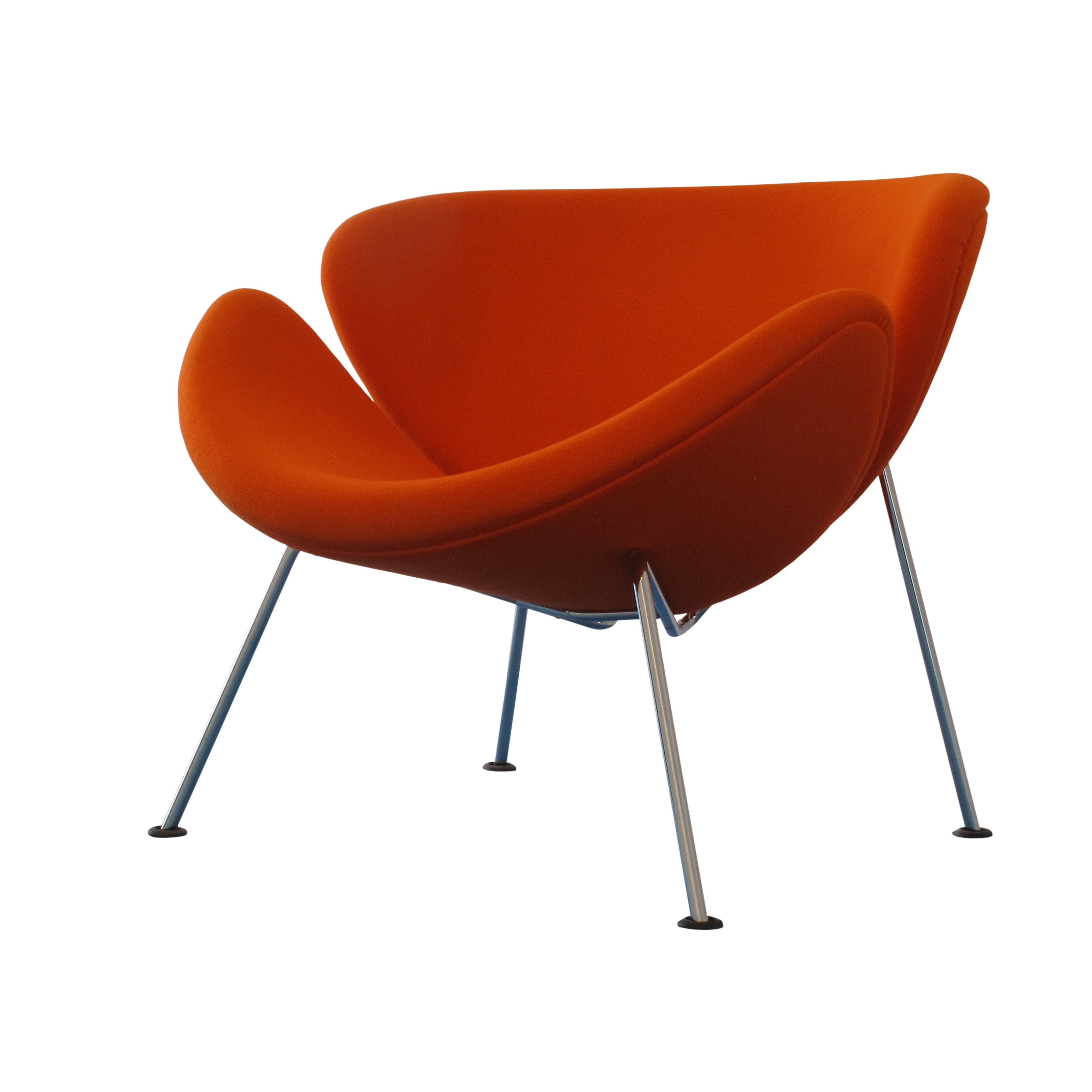
Silla Orange Slice
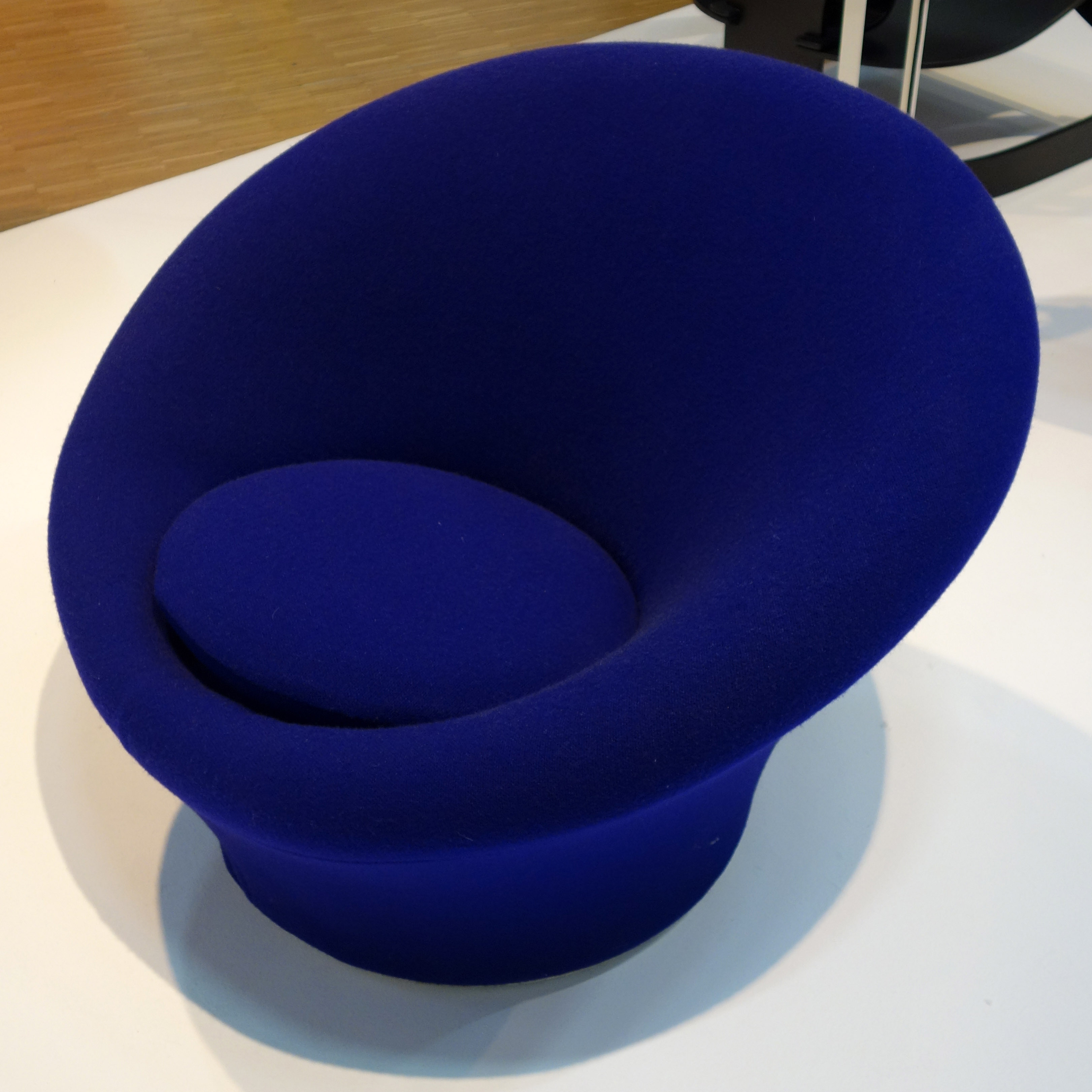
Silla Mushroom
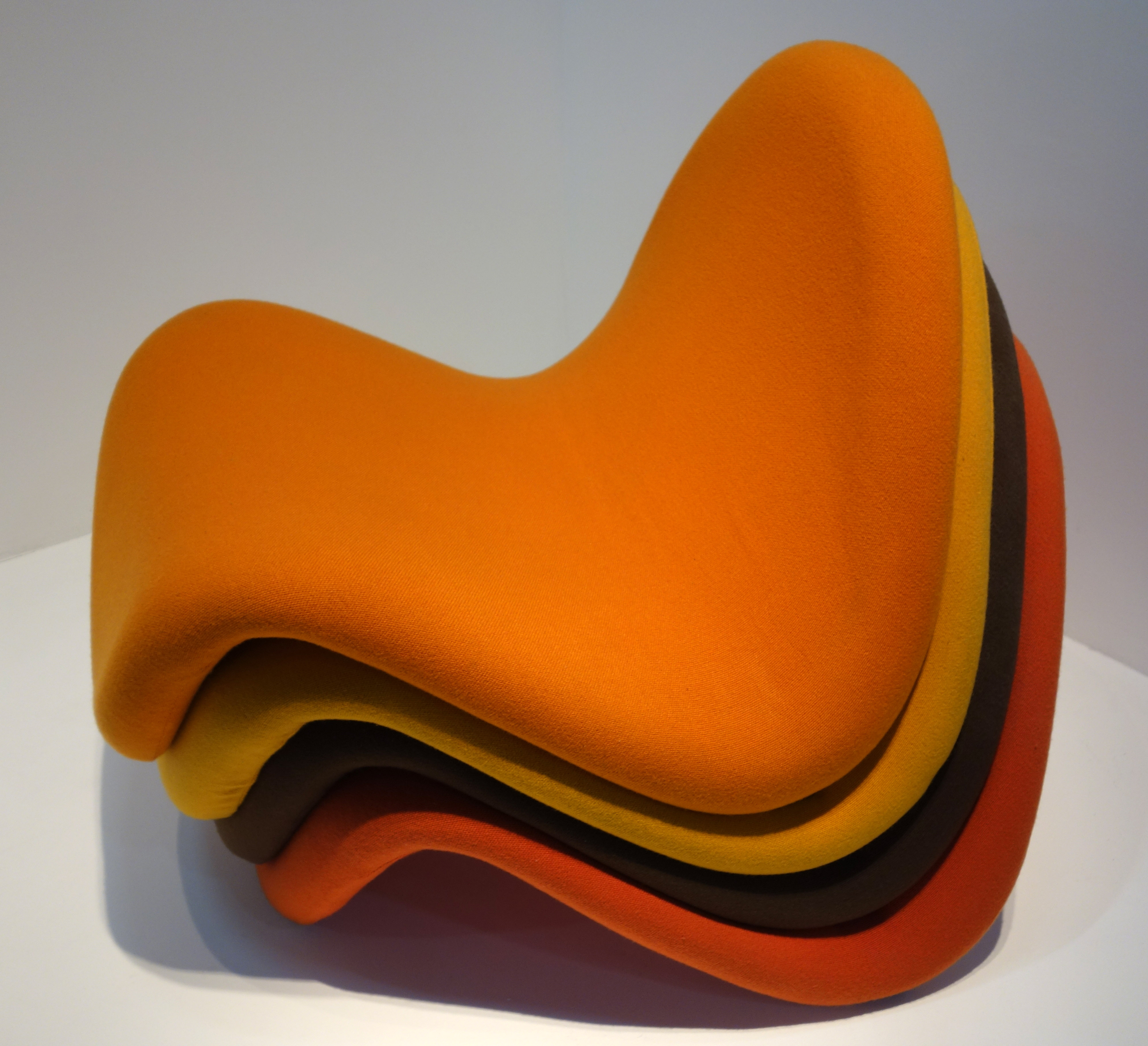
Silla Tongue
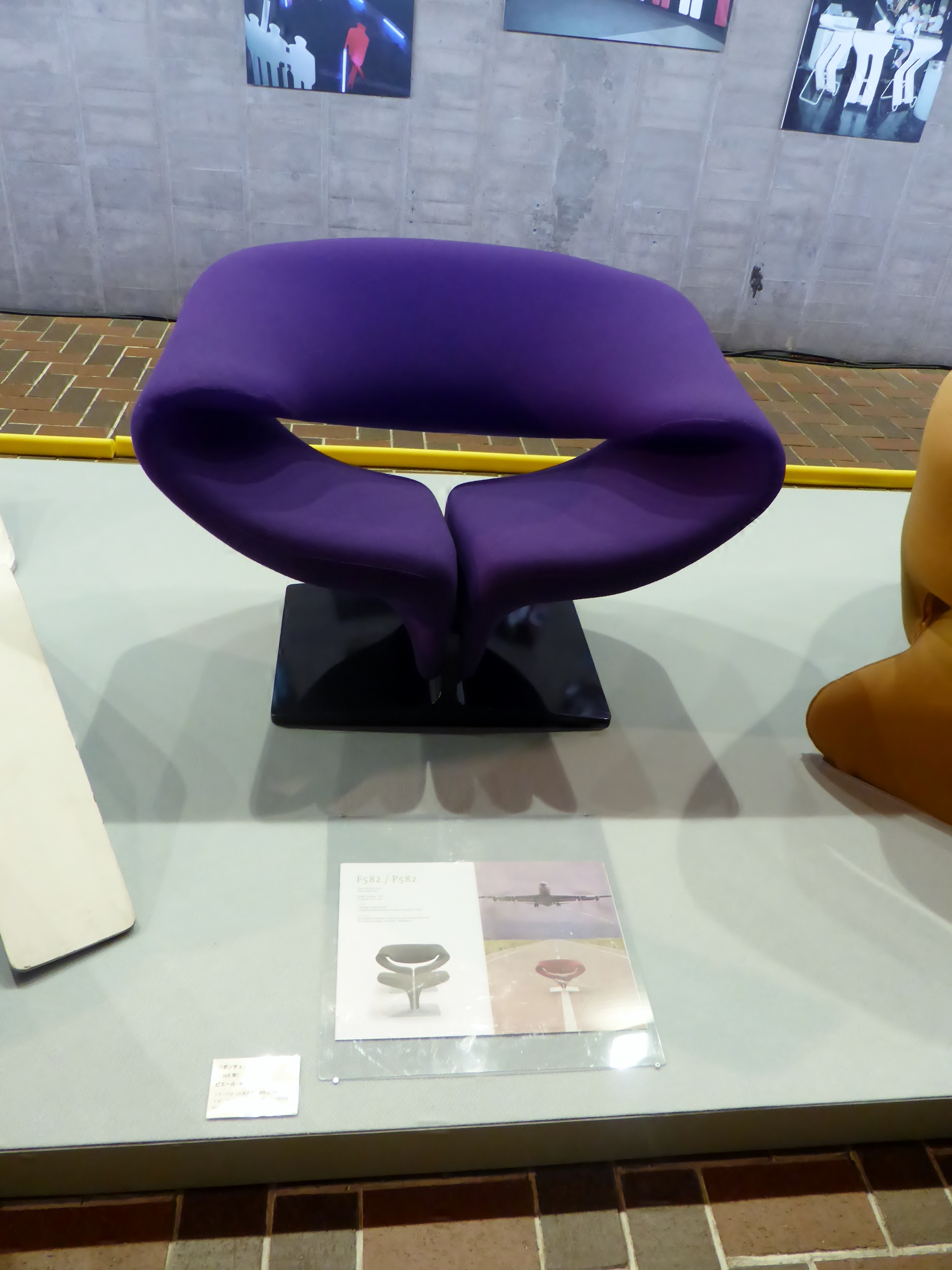
Silla Ribbon

### Diseños de sillas famosos
Sus innovadores diseños de sillas se hicieron famosos durante la década de 1960, cuando trabajó para la empresa Artifort. Sus diseños de sillas más famosos fueron la silla Mushroom (1959), la silla Ribbon (1966) y la silla Tongue (1968).

## Diseño de interiores
Pierre Paulin también fue muy influyente durante la década de 1970. Fue invitado por Mobilier National para decorar los apartamentos privados de Georges Pompidou en el Palacio del Elíseo (1971). En 1983 nuevamente recibió el encargo de amueblar la oficina de François Mitterrand. La mayoría de sus modelos icónicos se realizaron en colaboración con el Atelier de Recherche et de création - Mobilier national.
También rediseñó los interiores del Ala Denon del Museo del Louvre, el salón de Tapices del Ayuntamiento de París, el salón de actos del Consejo Económico y Social de Francia, el Salón Verde de la Casa de Radiodifusión de la radio estatal (Maison de la Radio) el Nikko Hotel y otros lugares .